# Aoniraptor
Aoniraptor libertatem is een vleesetende theropode dinosauriër behorende tot de Carnosauria die tijdens het late Krijt leefde in het gebied van het huidige Argentinië.

## Vondst en naamgeving
Op de Rancho Violante, aan de oevers van het Lago Ezequiel Ramos-Mexía in de provincie Río Negro, worden sinds 2005 opgravingen verricht waarbij acht typen theropoden werden onderkend.
In 2016 werd de typesoort Aoniraptor libertatem benoemd en beschreven door Matías Javier Motta, Alexis Mauro Aranciaga Rolando, Sebastián Rozadilla, Federico Lisandro Agnolín, Nicolás Roberto Chimento, Federico Brissón Egli en Fernando Emilio Novas. De geslachtsnaam is een combinatie van het Tehuelche aoni, "zuiden", en het Latijn raptor, "rover". De soortaanduiding is de accusativus explicativus van het Latijnse libertas, "vrijheid", en verwijst naar het uitroepen van de Argentijnse onafhankelijkheid tweehonderd jaar voordat het beschrijvende artikel in feite werd geschreven, in 2010.
Het holotype, MPCA-Pv 804/1 - 25, is gevonden in een laag van de Huinculformatie die dateert uit het Cenomanien-Turonien. Het bestaat uit een niet aaneengesloten reeks wervels omvattende de laatste sacrale wervels, zes voorste staartwervels, vier middelste staartwervels en vijf chevrons. Verder zijn geen fossielen toegewezen. Het fossiel maakt deel uit van de Colección Paleontología de Vertebrados, Museo Provincial “Carlos Ameghino”.

## Beschrijving
Aoniraptor is een middelgrote theropode. De lichaamslengte van het holotype is in 2016 door de beschrijvers geschat op zes meter. Het gaat echter om een onvolgroeid exemplaar.
In 2016 werden drie onderscheidende kenmerken vastgesteld, autapomorfieën. De voorste middelste staartwervels hebben voorste gewrichtsuitsteeksels die waaiervormig zijn zonder duidelijke gewrichtsvlakken om contact te maken met de achterste gewrichtsuitsteeksels. De voorste middelste staartwervels hebben voorste gewrichtsuitsteeksels met een stomp en dik uitsteeksel aan de buitenzijde. De achterste middelste staartwervels hebben gepaarde afplattingen, niet zijnde gewrichtsvlakken, aan de achterste bovenhoeken van hun wervellichamen.
De fossielen zijn sterk gepneumatiseerd. In 2020 concludeerde een studie dat per element een centrale holte met de luchtzak verbonden was via pneumatische openingen en zelf uitliep in een complex patroon van diverticula. Ook de chevrons zijn gepneumatiseerd, wat wellicht uniek is in de Theropoda.

## Fylogenie
Aoniraptor is in de Tyrannosauroidea geplaatst en daarbinnen in de Megaraptora maar buiten de Megaraptoridae. Het beschrijvende artikel gaat dus uit van de interpretatie van Novas dat megaraptoren tyrannosauroïden zijn; andere onderzoekers zien ze als Carnosauria.